# Memecylon laruei
Memecylon laruei är en tvåhjärtbladig växtart som beskrevs av Elmer Drew Merrill. Memecylon laruei ingår i släktet Memecylon och familjen Melastomataceae. Inga underarter finns listade i Catalogue of Life.